# Lagbo, Huddunge
Lagbo är en by i Huddunge socken, Heby kommun.
Lagbo omtalas i dokument första gången 1538 ("Lagabo", 1539 "Lagaboda", 1542 "Lagoboda"). Förleden är det fornsvenska mansnamnet Laghi (Lage). Enligt lokala sägner har Lagbo tolkats folketymologisk som en plats för rättsskipning. Lagbo har historiskt varit delat mellan Torstuna härad och Våla härad. Ett mantal skatte har räknats till Torstuna härad medan en utjord här om 2 öresland som hörde till Granberga räknades till Våla härad. 
Bland bebyggelser på byns ägor märks Jans-Jans, som är en gård som flyttades ut från bytomten i samband med laga skifte 1857. Kristinelund är ett nu försvunnet torp, som anlades 1881 och fick namn efter första ägaren fanjunkare A. Rönngrens hustru Kristina. Vidare det försvunna Källtorpet dokumenterat första gången 1792, torpet Nybo uppfört 1839, Smedsbo dokumenterat första gången 1829, Stensnäs dokumenterat första gången 1825 och Tvisten dokumenterat första gången 1825.